# 25 يناير
- السبت
- الأحد
- الاثنين
- الثلاثاء
- الأربعاء
- الخميس
- الجمعة

- 2827 جمادى الآخرة 1446  هـ
- 2928 جمادى الآخرة 1446  هـ
- 3029 جمادى الآخرة 1446  هـ
- 3130 جمادى الآخرة 1446  هـ
- 11 رجب 1446  هـ
- 22 رجب 1446  هـ
- 33 رجب 1446  هـ
- 44 رجب 1446  هـ
- 55 رجب 1446  هـ
- 66 رجب 1446  هـ
- 77 رجب 1446  هـ
- 88 رجب 1446  هـ
- 99 رجب 1446  هـ
- 1010 رجب 1446  هـ
- 1111 رجب 1446  هـ
- 1212 رجب 1446  هـ
- 1313 رجب 1446  هـ
- 1414 رجب 1446  هـ
- 1515 رجب 1446  هـ
- 1616 رجب 1446  هـ
- 1717 رجب 1446  هـ
- 1818 رجب 1446  هـ
- 1919 رجب 1446  هـ
- 2020 رجب 1446  هـ
- 2121 رجب 1446  هـ
- 2222 رجب 1446  هـ
- 2323 رجب 1446  هـ
- 2424 رجب 1446  هـ
- 2525 رجب 1446  هـ
- 2626 رجب 1446  هـ
- 2727 رجب 1446  هـ
- 2828 رجب 1446  هـ
- 2929 رجب 1446  هـ
- 3030 رجب 1446  هـ
- 311 شعبان 1446  هـ

25 يناير أو 25 كانون الثاني أو يوم 25\1 (اليوم الخامس والعشرون من الشهر الأوَّل) هو اليوم الخامس والعشرون (25) من السنة وفقًا للتقويم الميلادي الغربي (الغريغوري). يبقى بعده 340 يومًا لانتهاء السنة، أو 341 يومًا في السنوات الكبيسة.

## أحداث
- 750 - انتصار العباسيين على الأمويين في معركة الزاب الكبرى ونتج عنها سقوط الدولة الأموية التي حكمت 88 سنة ميلادية، وتولي أبي العباس السفاح الخلافة، ليصبح أول خليفة عباسي.
- 1126 - نشوب معركة مرج الصفر جنوب دمشق بين الصليبيين بقيادة بالدوين والسلاجقة بقيادة ظاهر الدين طغتكين، وتكبد الصليبيون خسائر كبيرة أجبرتهم على الانسحاب.
- 1260 - سقوط حلب في يد التتار، وهي أول مدينة شامية تواجه الغزو المغولي بعد سقوط بغداد.
- 1479 - السلطان محمد الفاتح يجبر إمارة البندقية على توقيع معاهدة إسطنبول والتي انسحبت بناء على شروطها من الحرب ضد العثمانيين وفرضت عليها غرامات الحرب وجزية سنوية.
- 1494 - تتويج ألفونسو الثاني ليصبح ملكًا لمملكة نابولي.
- 1890 - افتتاح حديقة الحيوان بالجيزة بمصر.
- 1915 - ألكسندر غراهام بيل يجري أول اتصال هاتفي عبر قارة أمريكا الشمالية.
- 1919 - تأسيس عصبة الأمم.
- 1938 - نوري السعيد يشكل وزارته الثالثة
- 1942 - تايلاند تعلن الحرب على الولايات المتحدة والمملكة المتحدة وذلك بعد أن تعاون رئيس وزرائها مع اليابانيين الذين وعدوه بإعطاء تايلاند جزء من أراضي الصين وذلك أثناء الحرب العالمية الثانية.
- 1952 - الإنجليز يقتحمون مدينة الإسماعيلية المصرية، ورجال الشرطة المصرية يرفضون تسليم أسلحتهم، وأدى ذلك إلى وقوع معركة بالإسماعيلية قتل فيها 50 جندي مصري وأصيب 80 آخرين وأسر الباقون.
- 1971 - عيدي أمين يطيح بميلتون أوبوتي بانقلاب في أوغندا.
- 1972 - التوقيع على اتفاقية صلح بين اليابان والاتحاد السوفيتي تضع حدًا لعداء دام ربع قرن.
- 1975 - زلزال في تايوان، وهو بالأصل زلزالين متتالين الأول بقوة 7.5 على مقياس ريختر والثاني 7.0 على مقياس ريختر.
- 1980 - الرئيس المصري محمد أنور السادات يبلغ هيئة الأمم المتحدة بشكل رسمي إنهاء حالة العداء بين مصر وإسرائيل.
- 1991 - تحرير جزيرة قاروه الكويتية من الجيوش العراقية، لتكون أول أرض تحرر من الغزو العراقي.
- 1999 -
  - ملك الأردن الحسين بن طلال يعزل أخاه الأمير الحسن من ولاية العهد، ويعين نجله الأكبر الأمير عبد الله خلفًا له.
  - زلزال في كولومبيا بقوة 6.4 على مقياس ريختر يؤدي إلى مقتل 1185 شخص على الأقل.
- 2000 - الشرطة الإسرائيلية تمنع شاحنتين محملتين بمواد أولية تحتاجهما أعمال الترميم الجارية في المسجد الأقصى من الدخول إلى المسجد.
- 2006 - زلزال في الفلبين بقوة 5.0 على مقياس ريختر.
- 2010 -
  - سقوط طائرة ركاب إثيوبية في البحر الأبيض المتوسط قباله السواحل اللبنانية وذلك بعد وقت قصير من إقلاعها من مطار رفيق الحريري الدولي في بيروت برحلتها المتجهة إلى أديس أبابا.
  - تنفيذ حكم الإعدام بحق وزير الدفاع العراقي الأسبق علي حسن المجيد الشهير بعلي الكيماوي بعد صدور أربع أحكام بالإعدام بحقه في جرائم قتل وإبادة جماعية.
- 2011 -
  - احتجاجات شعبية في مصر، أسميت بيوم الغضب وذلك تنديدًا بتدني الأجور وارتفاع الأسعار والبطالة، والمطالبة بإصلاحات سياسية، وتطورت الأحداث بعد ذلك إلى اندلاع ثورة 25 يناير للمطالبة بإطاحة الرئيس محمد حسني مبارك ونظامه.
  - الرئيس اللبناني ميشال سليمان يكلف نجيب ميقاتي بتشكيل الحكومة الجديدة بعد حصوله على 68 صوتًا في الاستشارات النيابية.
- 2014 - اختتام بطولة أفريقيا لكرة اليد للرجال لسنة 2014 بعد فوز منتخب الجزائر بالبطولة أمام المنتخب التونسي. وكذلك ختمت بطولة أفريقيا لكرة اليد للسيدات 2014 بفوز منتخب تونس للسيدات بالبطولة على سيدات منتخب جمهورية الكونغو الديمقراطية.
- 2015 - ائتلاف اليسار الراديكالي يفوز بعددٍ من المقاعد في الانتخابات البرلمانيَّة اليونانيَّة ويُشكِّلُ حُكومةً ائتلافيَّةً مع حزب اليونانيين المُستقلين.
- 2018 - تقديم عقارب ساعة القيامة بمقدار 30 ثانية.
- 2019 - انهيار سد للتعدين في برومادينيو بالبرازيل، تاركًا أكثر من 90 قتيل ومئات غيرهم في عداد المفقودين.

## مواليد
- 1477 - آن دوقة بريتاني.
- 1627 - روبرت بويل، عالم كيمياء أيرلندي.
- 1759 - روبرت برنز، شاعر اسكتلندي.
- 1874 - سومرست موم، كاتب إنجليزي.
- 1876 - أمين ناصر الدين، صحفي وروائي ولغوي لبناني.
- 1880 - أرثر سيسيل ألبورت، طبيب جنوب إفريقي، مكتشف متلازمة ألبورت.
- 1882 - فيرجينيا وولف، كاتبة إنجليزية.
- 1885 - أديب لحود، كاتب مسرحي ومؤرخ ومدرس لبناني.
- 1917 - إيليا بريغوجين، عالم كيمياء بلجيكي حاصل على جائزة نوبل في الكيمياء عام 1977.
- 1926 - يوسف شاهين، مخرج سينمائي مصري.
- 1928 - إدوارد شيفردنادزه، رئيس جورجي.
- 1933 - كورازون أكينو، رئيسة فلبينية.
- 1942 - أوزيبيو، لاعب كرة قدم برتغالي.
- 1944 - عبد السلام محمد الشدادي، مؤرخ مغربي حاصل على جائزة الملك فيصل العالمية عام 2009.
- 1948 -
  - خليفة بن زايد، حاكم دولة إماراتي
  - أسامة عبد العظيم، عالم أزهري مصري.
- 1949 - بول نرس، عالم كيمياء حيوية إنجليزي حاصل على جائزة نوبل في الطب عام 2001.
- 1950 - جان مارك أيرو، رئيس وزراء فرنسي.
- 1955 - صلاح عبد الله، ممثل مصري.
- 1967 - خالد عبد الوهاب الملا، فقيه حنفي عراقي.
- 1975 - ميا كيرشنر، ممثلة كندية.
- 1976 - نوزومو ساساكي، ممثل أداء صوتي ياباني.
- 1977 - ألسي أبي عاصي، إعلامية لبنانية.
- 1978 - جيسون روبرتس، لاعب كرة قدم جرينادي.
- 1979 - فاديا عزام، ممثلة سورية.
- 1980 -
  - ميشيل مكول ، مصارعه امريكيه.
  - تشافي هيرنانديز، لاعب كرة قدم إسباني.
- 1981 - أليشيا كيز، مغنية أمريكية.
- 1984 - روبينهو، لاعب كرة قدم برازيلي.
- 1985 -
  - تينا كارول، مغنية أوكرانية.
  - سوسن الهارون، مذيعة وممثلة أردنية تعيش في الكويت.
- 1987 -
  - ماريا كيريلينكو، لاعبة كرة مضرب روسية.
  - حفصية حرزي، ممثلة فرنسية من أصل جزائري.
- 1996 - محمد هاني، لاعب كرة قدم مصري.

## وفيات
- 967 - سيف الدولة الحمداني، أمير من الدولة الحمدانية في حلب.
- 1138 - أناكليتوس الثاني.
- 1494 - فرديناندو الأول، ملك مملكة نابولي.
- 1762 - عبد الله بن محمد الفيروز، فقيه حنبلي نجدي.
- 1929 - عبد العزيز جاويش، مجاهد مصري وأحد رواد الإصلاح والعمل الوطني ومناصر للدولة العثمانية.
- 1939 - محمد أسعد العظم، شاعر سوري.
- 1947 - آل كابوني، رجل عصابات أمريكي.
- 1982 - عبد الوارث عسر، ممثل مصري.
- 1999 - أحمد أبو سعد، لغوي وعالِم أدبي وشاعر لبناني.
- 2008 - عزيز صدقي، رئيس وزراء مصري.
- 2010 - علي حسن المجيد، وزير الدفاع العراقي بفترة حكم صدام حسين.
- 2011 - أرتو يافاناينن، لاعب هوكي جليد فنلندي.
- 2012 - عزية علي طه، عالمة مسلمة سودانيَّة.

## أعياد ومناسبات
- تحول بولس إلى المسيحية.
- يوم الاعتذار، يعود إلى يوم إذلال كانوسا.
- ذكرى ثورة 25 يناير في مصر.
- عيد الشرطة في مصر.

## وصلات خارجية
- وكالة الأنباء القطريَّة: حدث في مثل هذا اليوم.
- النيويورك تايمز: حدث في مثل هذا اليوم.
- BBC: حدث في مثل هذا اليوم.